# アトランティダ県
アトランティダ県（Atlántida）は、18あるホンジュラスの県のひとつである。県都はラ・セイバである。ホンジュラス北部に位置し、カリブ海に面している。海岸部の経済は、観光業が中心である。

## 歴史
アトランティダ県は、かつてはコロン県、コルテス県、ヨロ県の一部であったが、1902年に設置された。1910年の統計では、人口は11,370人であったとされる。

## 地勢
- 人口　344,100人（2001年）
- 面積　4,251 km²

## 隣接する県
- コロン県
- ヨロ県
- コルテス県

## 町
1. アリソーナ
2. エル・ポルベニール
3. エスパルタ
4. フティアパ
5. ラ・セイバ
6. ラ・マシーカ
7. サンフランシスコ
8. テラ